# Kohei Higa
Kohei Higa (比嘉 厚平 Higa Kōhei?, nacido el 30 de abril de 1990 en Koshigaya, Saitama) es un exfutbolista japonés. Jugaba de centrocampista y su último club fue el Montedio Yamagata de Japón.

## Trayectoria

### Clubes
| Club              | País  | Año         |
| ----------------- | ----- | ----------- |
| Kashiwa Reysol    | Japón | 2009 - 2010 |
| Blaublitz Akita   | Japón | 2011        |
| Montedio Yamagata | Japón | 2012 - 2016 |

## Estadística de carrera

### J. League
| Club              | Año   | J. League | J. League | Copa J. League | Copa J. League | Total | Total |
| Club              | Año   | Part.     | Goles     | Part.          | Goles          | Part. | Goles |
| ----------------- | ----- | --------- | --------- | -------------- | -------------- | ----- | ----- |
| Kashiwa Reysol    | 2009  | 1         | 0         | 0              | 0              | 1     | 0     |
| Kashiwa Reysol    | 2010  | 0         | 0         | -              | -              | 0     | 0     |
| Montedio Yamagata | 2012  | 10        | 0         | -              | -              | 10    | 0     |
| Montedio Yamagata | 2013  | 18        | 2         | -              | -              | 18    | 2     |
| Montedio Yamagata | 2014  | 16        | 2         | -              | -              | 16    | 2     |
| Montedio Yamagata | 2015  | 0         | 0         | 0              | 0              | 0     | 0     |
| Montedio Yamagata | 2016  | 0         | 0         | -              | -              | 0     | 0     |
| Total             | Total | 45        | 4         | 0              | 0              | 45    | 4     |

## Palmarés

### Títulos nacionales
| Título    | Club           | País  | Año  |
| --------- | -------------- | ----- | ---- |
| J2 League | Kashiwa Reysol | Japón | 2010 |